# Coleophora paradrymides
Coleophora paradrymides é uma espécie de mariposa do gênero Coleophora pertencente à família Coleophoridae.